# Quảng Hòa, Ba Đồn
Quảng Hòa là một xã thuộc thị xã Ba Đồn, tỉnh Quảng Bình, Việt Nam.

## Địa lý
Xã Quảng Hòa nằm ở phía tây nam thị xã Ba Đồn, có vị trí địa lý:
- Phía đông giáp xã Quảng Văn
- Phía tây giáp các xã Quảng Sơn và Quảng Thủy
- Phía nam giáp xã Quảng Minh
- Phía bắc giáp xã Quảng Lộc và Quảng Tân.

Xã Quảng Hòa có diện tích 5,63 km², dân số năm 2019 là 9.472 người, mật độ dân số đạt 1.682 người/km².

## Hành chính
Xã Quảng Hòa được chia thành 5 thôn: Cao Cựu, Thanh Tân, Nhân Hòa, Vĩnh Phú, Hợp Hòa.

## Lịch sử
Trước đây, xã Quảng Hòa thuộc huyện Quảng Trạch.
Từ ngày 20 tháng 12 năm 2013, xã trực thuộc thị xã Ba Đồn như hiện nay.

## Di tích
- Đình Hòa Ninh[4]